# Carex jisaburo-ohwiana
Espèce
Classification phylogénétique
Carex jisaburo-ohwiana est une espèce des plantes du genre Carex et de la famille des Cyperaceae.